# Тома Желински
Тома Янакиев или Янаков, известен като Желински, е български революционер, деец на Вътрешна македоно-одринска революционна организация.

## Биография
Тома Янакиев е роден в 1882 година в костурското село Желин, тогава в Османската империя, днес Хилиодендро, Гърция. Брат е на Нумо Янакиев. Получава основно образование. Влиза във ВМОРО и през Илинденско-Преображенското въстание в 1903 година е четник в костенарийската чета. След погрома на въстанието бяга в Гърция, но се завръща още в средата на февруари на следната 1904 година и действа с брат си, Киряк Шкуртов, Пандо Сидов и Никола Добролитски. През март 1906 година замества заминалия да се лекува в България костурски районен войвода Киряк Шкуртов.
При избухването на Балканската война е доброволец в Македоно-одринското опълчение и служи в Костурската съединена чета, а през Междусъюзническата война е в Сборната партизанска рота. След разгрома на отряда от гръцките войски се прехвърля в Битоля, скоро след това е прехвърлен от сръбските власти в България.
Взима участие в Първата световна война.
Георги Константинов Бистрицки пише за него:
| „ | Тома Янаков Желински от с. Желин, с първоначално образование, великодушен и милостив, горещ патриот като брата си Нумо Желински, прекарал неописуеми лишения и често пъти излаган в опасност само за защитата на роба, участвувал в сражения с турци и гърци, безмилостен към кърсердари и предатели, достоен ученик, както и другите желински войводи на учителя си, съселянин, Димитър Иванов Марков - един от най-ранните и активни дейци-мъченици в Нестрамкол, е един от редките щастливци, дето можа да запази живота си и след като взе участие (в редовете на българската армия) в Балканската, Междусъюзнишката и Всемирската настояща война. | “ |

През октомври 1922 година е член основател на Станимашкото македонско братство.
След подписването на т. нар. Майски манифест през 1923 г. и последвалите братоубийства е застрелян заедно с Трайко Желевски, през месец юни, същата година.